# 회전타원면
|                         |                         |                                     |
| 편구면(oblate spheroid) | 편구면(oblate spheroid) | 길쭉한 회전타원면(prolate spheroid) |

회전타원면(spheroid, ellipsoid of revolution, rotational ellipsoid)은 타원을 주축 중 하나를 중심으로 회전시켜 얻은 이차 초곡면 표면이다. 즉, 두 개의 동일한 반직경(semidiameter)을 가진 타원면이다. 타원면은 원형 대칭(circular symmetry)을 갖는다.

## 같이 보기
- 타원면
- 회전 대칭
- 절구 관절